# Frea mniszechii
Frea mniszechii là một loài bọ cánh cứng trong họ Cerambycidae.